# Vicenç Pagès i Jordà

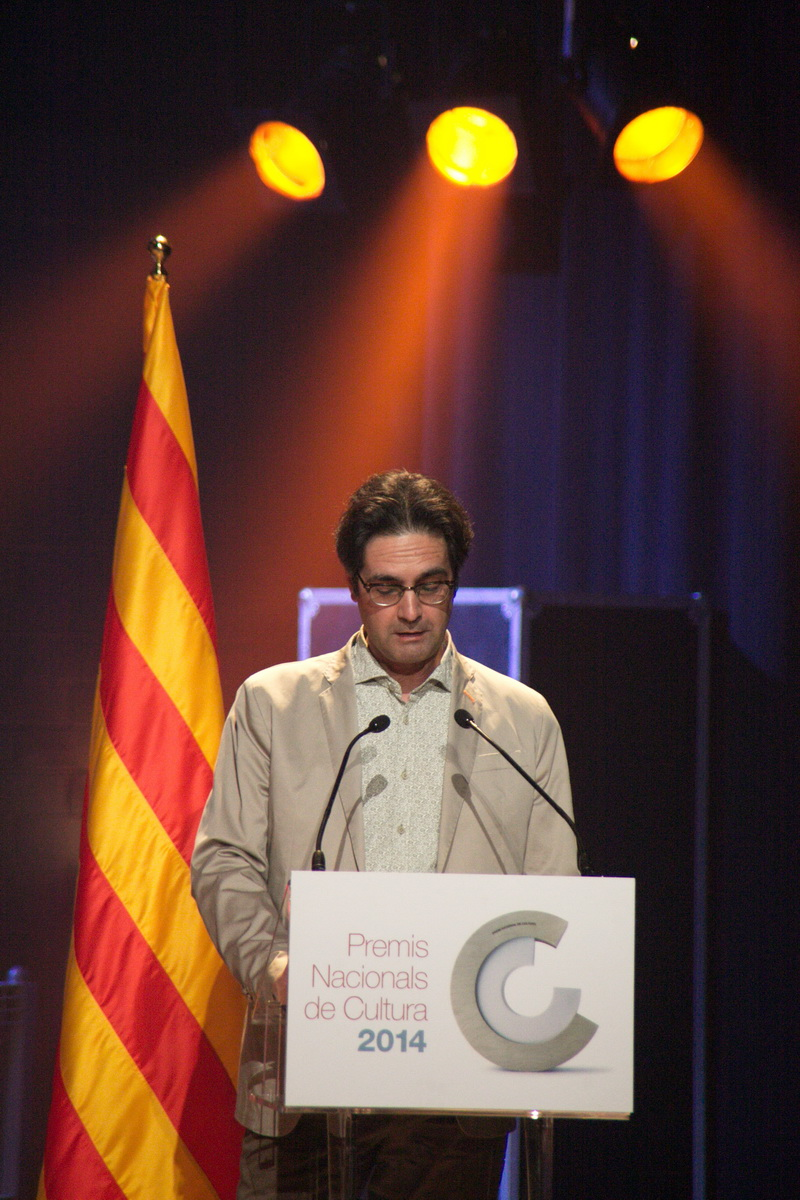
Während der Preisvergabe des katalanischen Nationalen Kulturpreises 2014

Vicenç Pagès i Jordà (* 14. Dezember 1963 in Figueres, Katalonien; † 27. August 2022) war ein Schriftsteller und Professor, der auf Katalanisch schrieb. Pagès war Teilzeithochschullehrer an der Ramon-Llull-Universität, wo er Katalanisch und Ästhetik  lehrte. Er lebte in Torroella de Montgrí.

## Leben und Werk
Sein literarisches Debüt gab er 1989 mit der Kurzgeschichte La febre groga („Gelbfieber“). Darauf folgte 1990 der Sammelband mit Kurzgeschichten Cercles d’infinites Combinacions („Kreise unendlicher Kombinationen“), der mit dem Preis der Stadt Palma ausgezeichnet wurde. Sein erstes Essay, eine kritische Studie über Literaturpreise mit einer Sammlung von eintausend Zitaten, Grandeses i misèries dels premis literaris („Größe und Elend der Literaturpreise“) erschien 1991. Sein erstes größeres literarisches Werk war El Món d’Horaci („Die Welt des Horaz“), eine Kreuzung aus Fiktion und kreativem Essay. Von 2010 bis 2011 war er Kolumnist bei der Zeitung Avui.
Vicenç Pagès i Jordà starb am 27. August 2022 im Alter von 58 Jahren an einer Krebserkrankung.

## Werke
Ins Deutsche übersetzt
- Senyora Flock, Exzerpt des Sammelbandes Willkommen in Katalonien, eine literarische Entdeckungsreise[4]
- Der Mythos des Empordà[5]

Romane und Erzählungen
- El món d’Horaci (1995) („Die Welt des Horaz“)
- Carta a la reina d’Anglaterra (1997) („Brief an Englands Königin“)
- Els jugadors de whist (2009) („Die Whistspieler“)
- Dies de frontera (2013) („Grenztage“)

Essay
- Grandeses i misèries dels premis literaris (1991)
- Un tramvia anomenat text
- El plaer en l’aprenentatge de l’escriptura (1998)
- De Robinson Crusoe a Peter Pan, un cànon de literatura juvenil (2006)

## Preise
- Premi Ciutat de Palma mit Cercles d’infinits combinacions (1990)
- Premi Mercè Rodoreda de narrativa (2004) mit El poeta i altres contes (Der Dichter und andere Erzählungen)
- Premi Crexells (2010) mit Els jugadors de whist
- Premi Sant Jordi de novel·la (2013) mit Dies de frontera
- Premi Nacional de Cultura 2014[7]